# Трино (Ђенова)
Трино је насеље у Италији у округу Ђенова, региону Лигурија.
Према процени из 2011. у насељу је живело 24 становника. Насеље се налази на надморској висини од 282 м.